# M/S Venezuela (1945)
M/S Venezuela var ett svenskt lastfartyg byggt för Johnsonlinjens sydamerikatrafik. Fartyget fick samma namn som dess föregångare som förliste 1941 torpederad av en tysk ubåt.
Evert Taube ska 1945 ha rest med Venezuela som passagerare till Sydamerika.